# Distrikt West-Bekaa

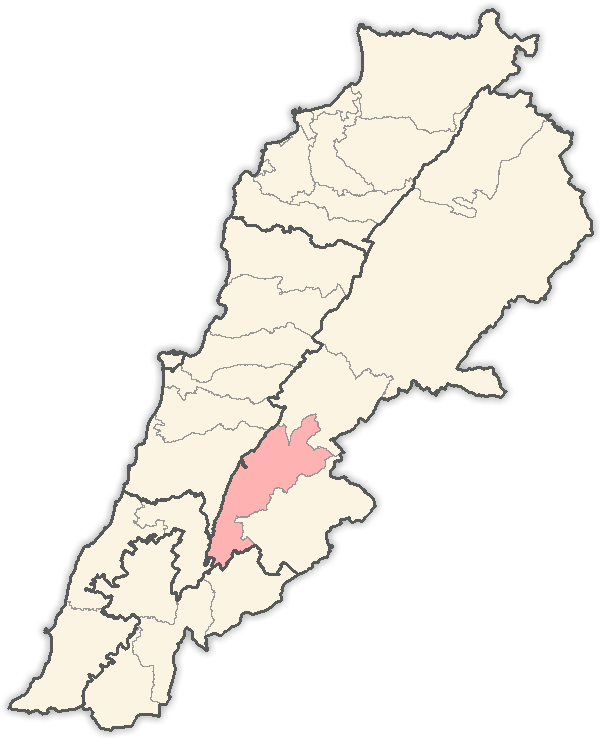
Lage des Distrikts im Libanon

Der Distrikt West-Bekaa (arabisch قضاء البقاع الغربي, DMG Qaḍāʾ al-Biqāʿ al-Ġarbī, auch Beqaa el Gharbi, frz. Le Caza de la Bekka occidentale) ist ein Verwaltungsdistrikt (Qaḍāʾ) im Gouvernement Bekaa im Libanon. Er besteht aus 27 Dörfern, Hauptorte sind Joub Jannine und Saghbine. Die bedeutendste Stadt ist jedoch Mashgara.

## Geographie
| Nordwesten: Distrikt Alayh Gouvernement Libanonberg  | Norden: Distrikt Zahlé                       | Nordosten: Distrikt Zahlé  |
| Westen: Chouf Gouvernement Libanonberg               |                                              | Osten: Distrikt Rachaya    |
| Südwesten: Distrikt Jezzine Gouvernement Süd-Libanon | Süden: Distrikt Hasbaya Gouvernement Nabatäa | Südosten: Distrikt Hasbaya |

Der Distrikt liegt im Südwesten des Gouvernements Bekaa. Nach Westen grenzt er an das Libanon-Gebirge mit den Höhen des Barouk, und im Osten bilden die Vorgebirge des Anti-Libanon die natürliche Grenze. Die Landschaft ist sehr eben, wird jedoch vom Fluss Litani geprägt. Außerdem gibt es zahlreiche Quellen. Die bedeutendste davon ist Ain Ez Zarqa. Eine wichtige technische Errungenschaft ist der Qaraoun-Stausee beim gleichnamigen Ort.
Das Gebiet umfasst 425 km² (470 km²) und hatte 2008 etwa 56.000 Einwohner (laut localiban.org: 104.000 Ew.).

## Die 27 Orte des Distrikts
| - Ain el Tineh - Ain Zebdeh - Ammik - Ana - Aytanit - Baaloul - Bab Mareh - Ghaza - Hoch Harimeh - Joub Jenin (Joub Jannine (جب جنين)) - Kamed el Laouz - Qara‘ūn (Qaraaoun (قرعون)) - Kefraya - Kelya | - Kherbet Kanafar - Lala - Lebbaya - Mashgara (Machghara (مشغرة)) - Manara - Mansoura - Marej - Maydoun - Saghbine - Sohmor - Souairy - Sultan Yaakoub - Yehmor - Alkeyra |